# Скуби-Ду!
Скуби-Ду! (енгл. Scoob!) амерички је рачунарски-анимирани мистериозно-хумористички филм из 2020. године, темељен на франшизи Скуби-Ду Hanna-Barbera-е, продуцента Warner Animation Group-а и дистрибутера Warner Bros. Pictures-а. Филм је режирао Тони Червон из сценарија Адама Штикела, Џека Доналдсона, Дерека Елиота и Мета Либермана, и приче Либермана, Ејала Подела и Џонатона Стјуарта. Гласове позајмљују Френк Велкер као насловни лик (једини актуелни члан телевизијске екипе који се појављује), као и Вил Форте као Шеги, Џина Родригез као Велма, Зак Ефрон као Фред, Аманда Сајфред као Дафни, а такође гласове позајмљују Марк Волберг, Џејсон Ајзакс, Кирси Клемонс, Кен Џонг и Трејси Морган као други анимирани ликови Hanna-Barbera-е.
Филм је рибут филмске серије Скуби-Ду и смештен у заједнички анимирани мултиверзум Hanna-Barbera-е, прича филма прати Друштво за демистеризацију истражујући њихову највећу и најизазовнију мистерију која стоји иза натприродног тајног наслеђа и праве сврхе њихове властите маскоте која се повезује са сабласном завером да ослободи Кербера.
Планови за нови биоскопски филм Скуби-Ду почели су у јуну 2014. године, када је Warner Bros. најавио да ће направити рибут серије филмова Скуби-Ду анимираним филмом. Червон је ангажован да режира филм у августу 2015. године, а Декс Шепард је доведен да га ко-режира у септембру 2016. До октобра 2018. Шепард више није био део пројекта. Велики део глумачке екипе је ангажован у марту 2019. године, док је анимацију пружао Reel FX Animation Studios.
Филм је првобитно требао бити биоскопски издат 15. маја 2020. године, дистрибутера Warner Bros. Pictures-а, чинећи га трећим биоскопским филмом који садржи ликове франшизе Скуби-Ду, након филмова Скуби-Ду (2002) и Скуби-Ду 2: Чудовишта на слободи (2004). Као одговор на пандемију ковида 19 која је изазвала затварање биоскопа широм света, Warner Bros. је на исти датум филм учинио доступним за дигитално власништво у Сједињеним Државама када је планирано да буде издат у биоскопима. Скуби-Ду! заузимала прво место на списаковима дигиталних изнајмљивања у прва три викенда издања и када је филм још био у биоскопима у неким земљама, почев од јула 2020. године. Филм је провобитно требао бити издат 14. маја 2020. године у Србији, дистрибутера Blitz Film & Video Distribucija. Српску синхронизацију радио је студио Bassivity Digital. Међутим, због пандемије ковида 19, филм је дигитално издат 22. августа 2021. године на HBO Go-у, без српске синхронизације. Филм је добио углавном помешане критике критичара. Наставак је био у фази развоја, али је отказан у августу 2022. године.

## Радња
Млади, усамљени Шеги Роџерс се спријатељује и усваја младу луталицу немачке доге која прича, којем је дао име Скуби-Ду. У ноћи Ноћи вештица, Скуби и Шеги упознају три млада детектива по имену Фред Џоунс, Дафни Блејк и Велма Динкли, пре него што уђу у уклету кућу. Унутра, деца наилазе на духа, којег ухвате и демаскирају као костимираног лопова господина Ригбија. Инспирисани искуством, одлучују да оформе групу Друштво за демистеризацију како би заједно решавали мистерије.
Годинама касније решавајући многе мистерије, Друштвоза демистеризацију улази у посао, чији је инвеститор пословни предузетник, Сајмон Кауел, али Кауел одбија да послује са Скубијем и Шегијем, па се пар осећа неважно и напушта Друштво за демистеризацију. Касније те ноћи, Шеги и Скуби терорисани су у куглани Такамондо, које прогањају роботи шкорпиони који се зову Ротени, који мењају облик. Њих двоје спашавају Ди Ди Скајкс и њихови доживотни идоли: Дајномат и Брајан, син маскираног суперхероја, Плавог Сокола, који се недавно пензионисао и предао плашт Брајану. Ди Ди открива да Ротени припадају супер-криминалцу, Дику Дастардлију, који жели ухватити Скубија у склопу плана који укључује мистериозну везу доге са наднаравном мистеријом иза три Керберове лобање. У међувремену, Фред, Дафни и Велма откривају да Дик Дастардли јури Скубија и Шегија и одлазе у Dastardly Demolition како би истражили шта жели с њима, пре него што он дође до њих, укључујући њихово откриће трага иза Скубијеве важности која се односи на његову порекло.
Заробљени и терорисани у језивом напуштеном забавном парку званом Фанланд од стране Дика Дастардлија, Скуби, Шеги, Плави Соко, Дајномат и Ди Ди, сви откривају траг иза Скубијеве важности која се врти око њега као кључа нечега. У међувремену, Фред, Дафни и Велма распадају се без Скубија и Шегија у близини, док се присећају добрих времена која су сви заједно провели. Трио открива да Скуби и Шеги истражују мистерију иза самог Скубија са Соколовом силом, а Дастардли се лажно представља као полицајка како би их повукао и заточио у свом ваздушном броду, док их Ротени тероришу. Бежећи уз помоћ једног од Ротена, они ступају у контакт са Ди Дијем, преко Дајномата. Велма објашњава да њу и остале одводе на планину Месик, где се налази и последња лобања. Група тада сазнаје да је план Дастардлија да отвори капије Подземља, како би спасио свог пса, Матлија, који је заробљен током покушаја да украде богатство Подземља, што му је био други циљ. Дастардлију је потребан Скуби да откључа капије, будући да је он последњи преостали потомак омиљеног пса Александра Великог, Перитаса.
Скуби, Плави Соко, Дајномат и Ди Ди стижу на планину Месик и одлазе под земљу до скривеног мезозоичког острва званог Острво Мистерија. Тамо проналазе последњу лобању коју чува Капетан Пећинко, а Дастардли се лажно представља као Фред да превари Шегија да га одведе до места где су Скуби и лобања. Након кратке битке, Дастардли и Шеги стижу, док Дастардли скида своју маску и краде посљедњу лобању. Ротени тада избацују правог Фреда, Дафни и Велму са свог ваздушног брода, а Дастардли уништава Соколову силу. Дастардли тада ухвати Скубија и одведе га у Атину. Након што Шеги преузме кривицу за Скубијево хватање и проговори о томе како се осећао као да ће Скубијева важност променити ствари и како његова љубомора раздваја њега и Скубија, он држи инспиративан говор и сви заједно раде на реконструкцији Мистериозне машине, како би да гони Дастардлија и спаси Скубија.
Дошавши у Атину, Дастардли користи три лобање како би открио капије Подземног света и покушава да употреби Скубијеву шапу да их отвори, али га Скубијеви пријатељи прекидају у летећој Мистериозној машини. Ротени их обарају, док Дастардли ослобађа Кербера; несвесни да их је Дајномат безбедно приземљио. Док Скуби, Дастардли и цивили беже од дивљег Кербера, Скуби трчи до места несреће и поново се састаје са својим пријатељима. Дастардли се сретно поново састаје са Матлијем у подземном свету и они беже док краду део блага Александра Великог. Док Скуби и Шеги одређују како ће заробити Кербера; Фред, Дафни и Велма откривају више мистерије иза Скубијевог поријекла и његове повезаности с Подземљем, а Соколова сила лети око Кербера како би му привукао пажњу. Уз помоћ Ротена, Друштво за демистеризацију и пријатељи успешно су заробили Кербера у подземни свет. Међутим, Шеги се жртвује да би остао у Подземљу како би закључао капију, следећи пророчанство о Александру Великом и Перитасовој вези. Екипа истражује да постоји још један излаз који наставља њихово пророчанство, који Скуби откључава, а Шеги се поново састаје са Скубијем и екипом.
Ротени се окрећу против Дика Дастардлија, који је заробљен и разоткривен док покушава извести трик у двоструком костиму где се прерушио у Сајмона Кауела. Док Соколова сила одводи Дастардлија и Матлија у притвор и хапси их, Друштво за демистеризацију се враћа кући на плажу Вениса како би открили своје службено седиште. Екипа слави са целим градом, укључујући и Соколовом силом, која екипи даје надограђену Мистериозну машину, пре него што они поново окупљају свој тим како би решавали мистерије заједно.
Заслуге затим показују да Друштво за демистеризацију наставља да решава мистерије и спасава дан док Соколова сила добија нове саиграче, а Дастардли и Матли беже из затвора.